# Berat
Pour les articles homonymes, voir Bérat.
Berat est une municipalité et une commune située dans le centre-sud de l'Albanie, au sud de Tirana. Elle constitue le chef-lieu de l'ancien district de Berat ainsi que de la préfecture de Berat.

## Géographie

### Situation
La ville de Berat se situe à environ 50 km de la côte de la mer Adriatique, à une altitude de 58 mètres. Nichée dans un paysage vallonné, elle s’étend le long des rives de la rivière Osum, longue de 161 kilomètres, qui la traverse. Sur la rive gauche se trouve Gorica, le quartier chrétien, tandis que sur la rive droite s’élèvent Mangalem, le quartier musulman, et la Kala, une forteresse perchée sur les hauteurs de la colline Kalaja.
Au centre de la ville se dresse une ancienne forteresse au sommet d'un pic pointu à une altitude de 187 mètres.

### Climat
Le climat de la ville est de type méditerranéen, avec une pluviométrie annuelle moyenne de 928 mm. Les températures minimales et maximales moyennes oscillent entre 7°C et 30°C.

## Histoire

### Antiquité
Berat, fondée il y a plus de 2 500 ans, est surnommée la « ville aux mille fenêtres ». Elle est également l’ une des plus vieilles d'Albanie[réf. nécessaire] , existant depuis au moins le VIe siècle av. J.-C.. En tant que forteresse des tribus dassarètes d'Illyrie, elle se trouvait à la frontière entre l'Illyrie et l’Épire.
Au cours de la période romaine et au début de l’ère byzantine, la ville était connue sous le nom Pulcheriopolis.

### Époque byzantine puis ottomane
Durant la période médiévale, la ville devient une partie de la frontière instable de l'Empire byzantin après la chute de l'Empire romain d'Occident et, avec une grande partie du reste de la péninsule balkanique, elle souffre d'invasions répétées de Slaves. Au IXe siècle, la ville prend donc le nom slave de Bel[i]grad (Ville blanche), Belegrada (Βελέγραδα) en grec.
Au Xe siècle, la ville devient l'une des plus importantes de la Bulgarie d'alors. Commence une période où la ville passe de mains en mains, entre les Bulgares, les Byzantins, les Napolitains, les Albanais ou les Ottomans.
Le siège de Berat par les troupes du roi de Sicile, Charles d'Anjou, en 1280-1281 a marqué la résistance de l'empire byzantin.
Le château, localement appelé le Kala, est construit en majeure partie au XIIIe siècle, bien que ses origines remontent au IVe siècle av. J.-C. ; le quartier de la citadelle compte de nombreuses églises byzantines, dont plusieurs du XIIIe siècle.
En 1335, les Albanais d'Épire envahissent la région de Berat alors que vers 1345, la ville passe à l'empire serbe.
La ville est conquise en 1417 par l'Empire ottoman et la population se convertit à l'islam ; des mosquées sont édifiées. Belegrada voit également son nom changé en Berat sous la domination ottomane. Dans un premier temps, la population de Berat diminue et son développement s'arrête ; cependant, à partir du XVIe siècle, la construction de renforcements des fortifications édifiées pendant les croisades et le développement de l'artisanat, particulièrement la sculpture sur bois, la ville regagne en prospérité.
Durant la première partie du  XVIe siècle, Berat reste une ville chrétienne où l'on ne trouve encore aucune maison musulmane. Entre 1506 et 1583, l'ancienne et petite communauté juive de la ville s'accroît de dix-sept maisons  composées de juifs expulsés de la péninsule Ibérique et fuyant l'Inquisition. Entre 1519 et 1520, vingt-cinq familles vivent à Berat.
Certaines sources affirment que le faux messie Sabbatai Zevi serait inhumé à Berat, ce qui explique l’implantation d’une communauté Dönme à Berat au XVIIe siècle. La ville est restée un lieu de pèlerinage des fidèles de Zevi jusqu’au XXe siècle. La tombe supposée du mystique se trouve dans la mosquée du Sultan de Berat,, alors que d'autres chercheurs la situent à Dulcigno, dans l'actuel Monténégro.

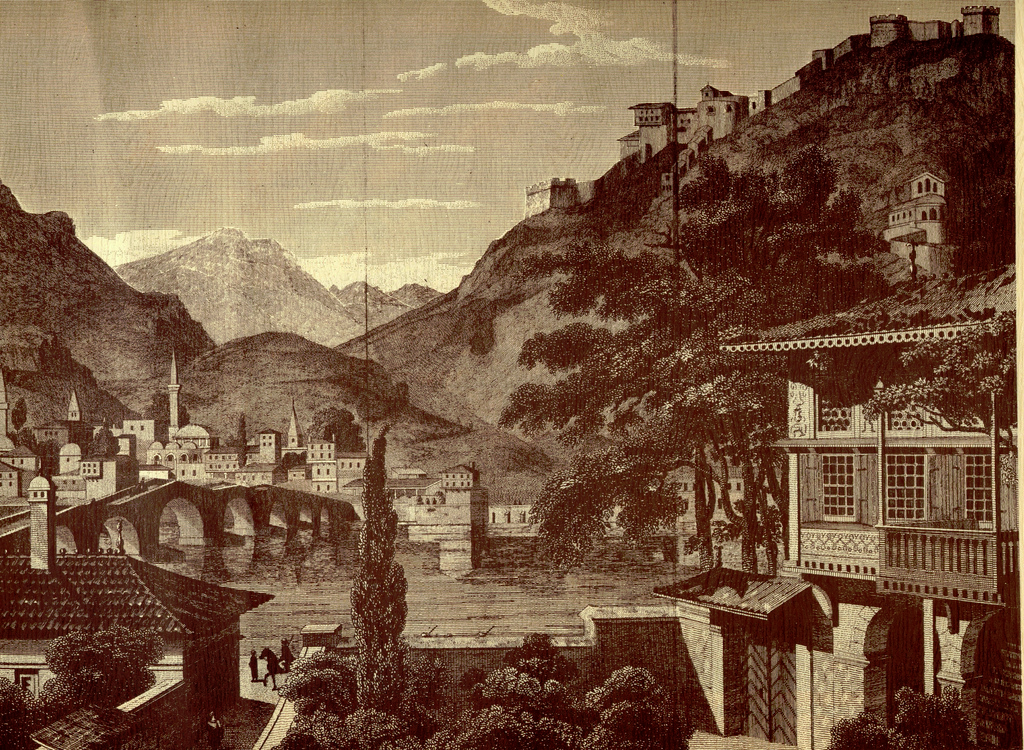
Berat en 1830

Au XVIIe siècle, Berat est la plus grande ville d'Albanie et un important centre économique. Elle abrite alors 500 maisons réparties dans trente quartiers, et cinq madrassas.
En 1851, a lieu un tremblement de terre qui détruit la majorité des parties supérieures des anciennes maisons en bois construites au cours du XVIIe siècle. Elles sont reconstruites de façon traditionnelle.
En 1903, la population de Berat se soulève et appelle à abaisser les impôts trop élevés et à pouvoir occuper des postes administratifs à la place des Ottomans qui en ont le monopole.

### Albanie contemporaine
Durant la Seconde Guerre mondiale et après le contrôle de l'Albanie par les Allemands, « presque tous les Juifs vivant dans les frontières albanaises pendant l'occupation allemande... ont été sauvés », protégés par leurs voisins qui figurent au mémorial des Justes parmi les nations de Yad Vashem en Israël. Cet épisode porte le témoignage de la coexistence des différentes communautés religieuses et culturelles au fil des siècles.
La ville actuelle notamment la vieille ville fortifiée remplie d'églises et de mosquées contenant des peintures murales et des fresques, dont une mosquée du XVIIIe siècle ainsi que deux églises de la même époque, un bazar et un musée ethnographique,.
Se trouve également à Berat le seul musée juif d’Albanie : le musée Solomoni est créé en 2018 par Simon Vrusho, un historien collectionneur qui y a exposé avant de mourir, des centaines de documents, photographies et artefacts retraçant 2 000 ans d’histoire juive en Albanie,.
La vieille ville de Berat a été inscrite sur la liste du patrimoine mondial de l'Unesco en juillet 2008.

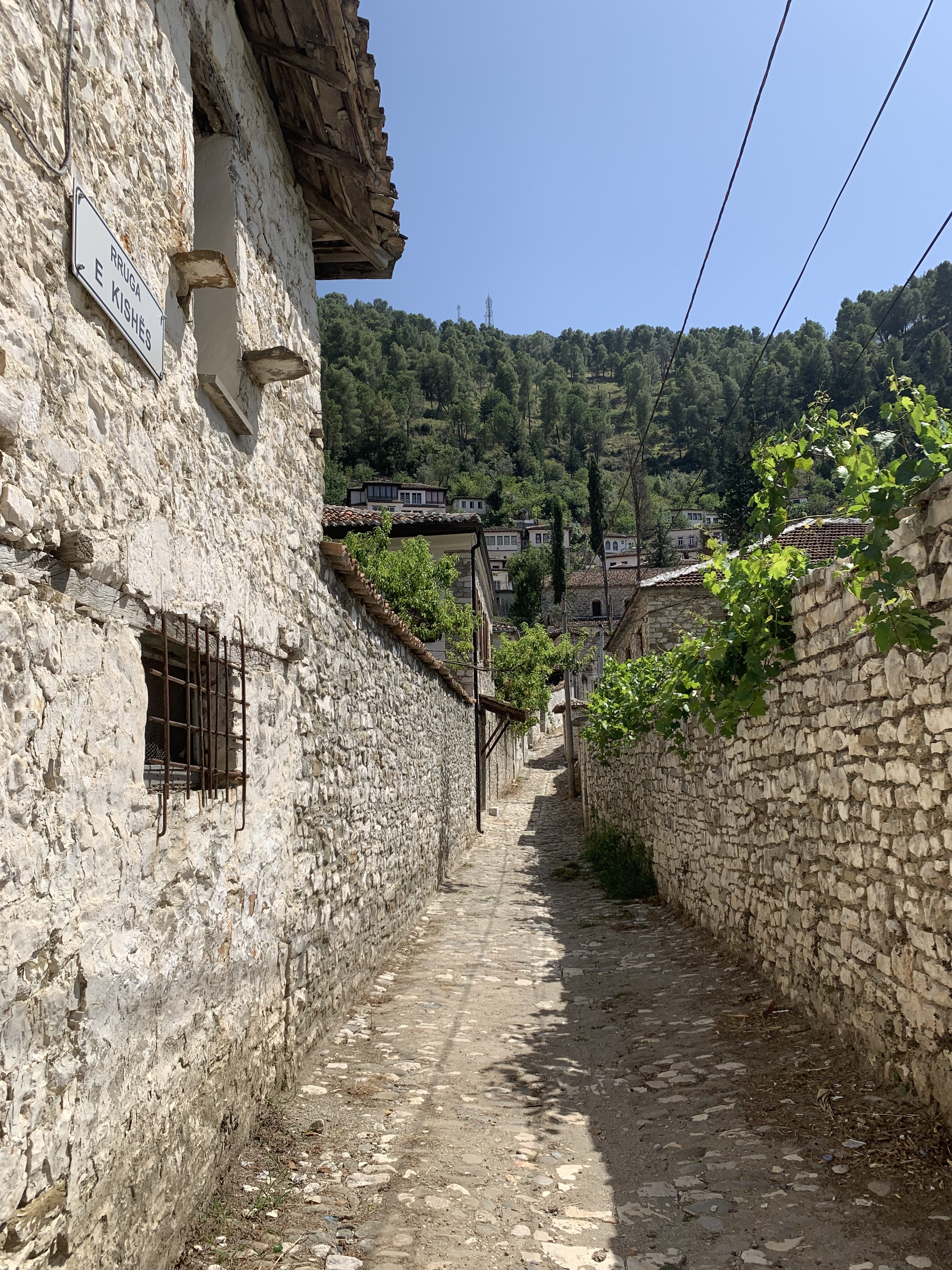
Ruelle typique de Berat

## Culture

### Architecture et lieux réputés

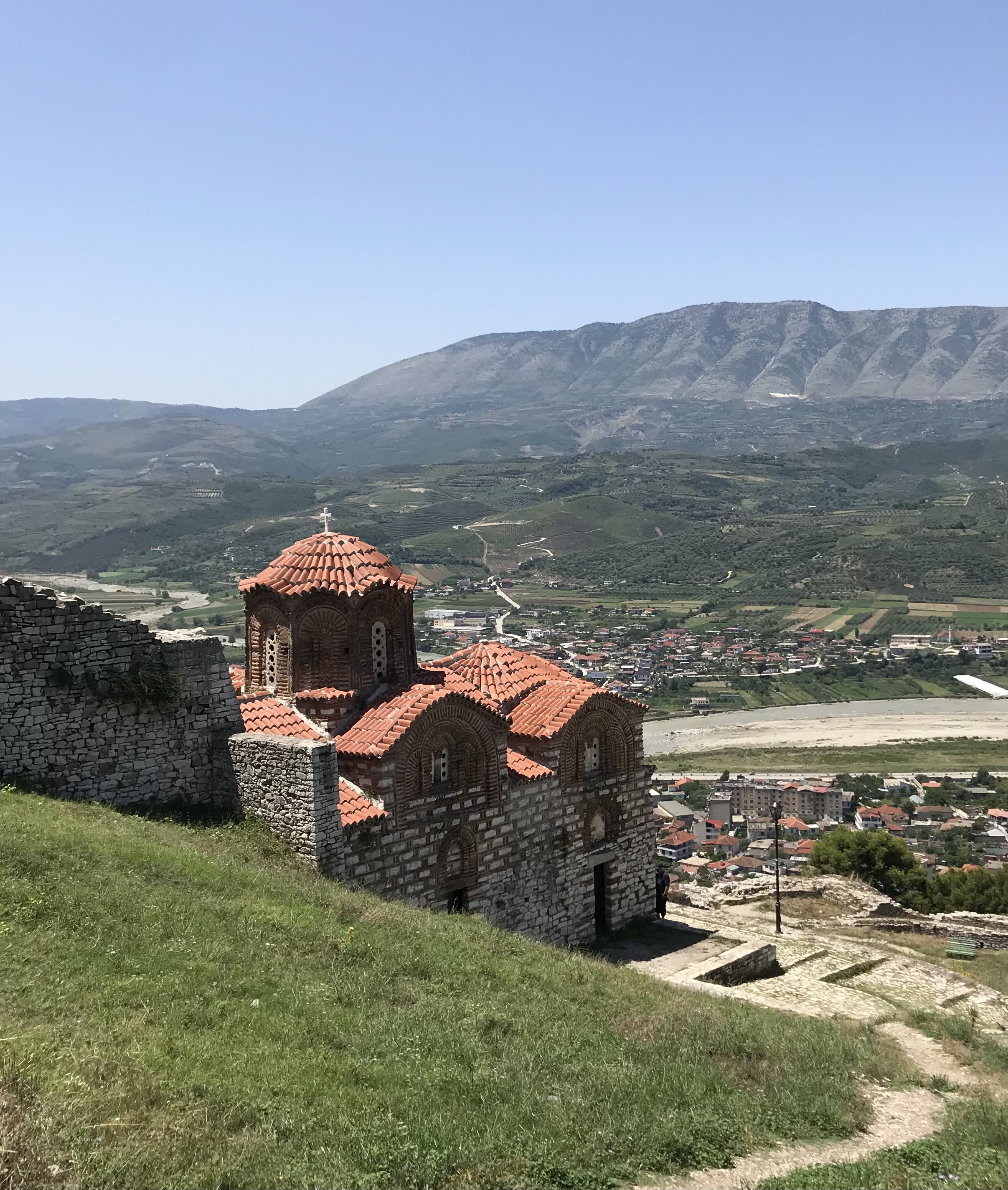
Citadelle de Berat : église de la Sainte Trinité.

La juxtaposition des lieux de prières catholiques, orthodoxes et musulmans témoigne de la capacité à cohabiter des différentes communautés. En marchant dans les petites ruelles dont les pavés clairs serpentent entre de très vieux murs, on peut ainsi passer de l’église Saint-Théodore à la cathédrale de la Dormition, puis à la mosquée Rouge, ou de la cathédrale Saint-Démétrios à la mosquée de plomb.
Perchée sur les flancs de la montagne, la citadelle attire le regard. Ses maisons blanches, ses murs épais, et le château qui le surplombe transportent le voyageur dans une autre époque. Toujours habitée, la place forte a été détruite et reconstruite plusieurs fois depuis le IIe siècle avant notre ère, mais on y voit encore de nombreux édifices médiévaux : des églises, des mosquées, les murailles crénelées, les réservoirs d’eau enterrés...
La vieille ville a été inscrite au patrimoine mondial de l’Unesco en juillet 2008 et les maisons traditionnelles, les monuments et le château ont été réunis dans une aire nommée « Musée de la Ville ».

### Activités touristiques
- Randonnée jusqu'au sommet de la Citadelle
- Dégustation de vins locaux

## Démographie
(mars 2024).
En 2006, la population de la ville se compose d'environ 65 500 habitants : des chrétiens orthodoxes et des musulmans. Au recensement de 2011, le nombre d'habitants s'élève à 32 606 pour l'ancienne municipalités et à 60 031 pour la nouvelle municipalité composée de la fusion des anciennes communautés de Berat, Otllak, Roshnik, Sinje et Velabisht.

## Sport
Le club de football représentant la ville de Berat est le Klubi Sportiv Tomori Berat.

## Galerie

Berat
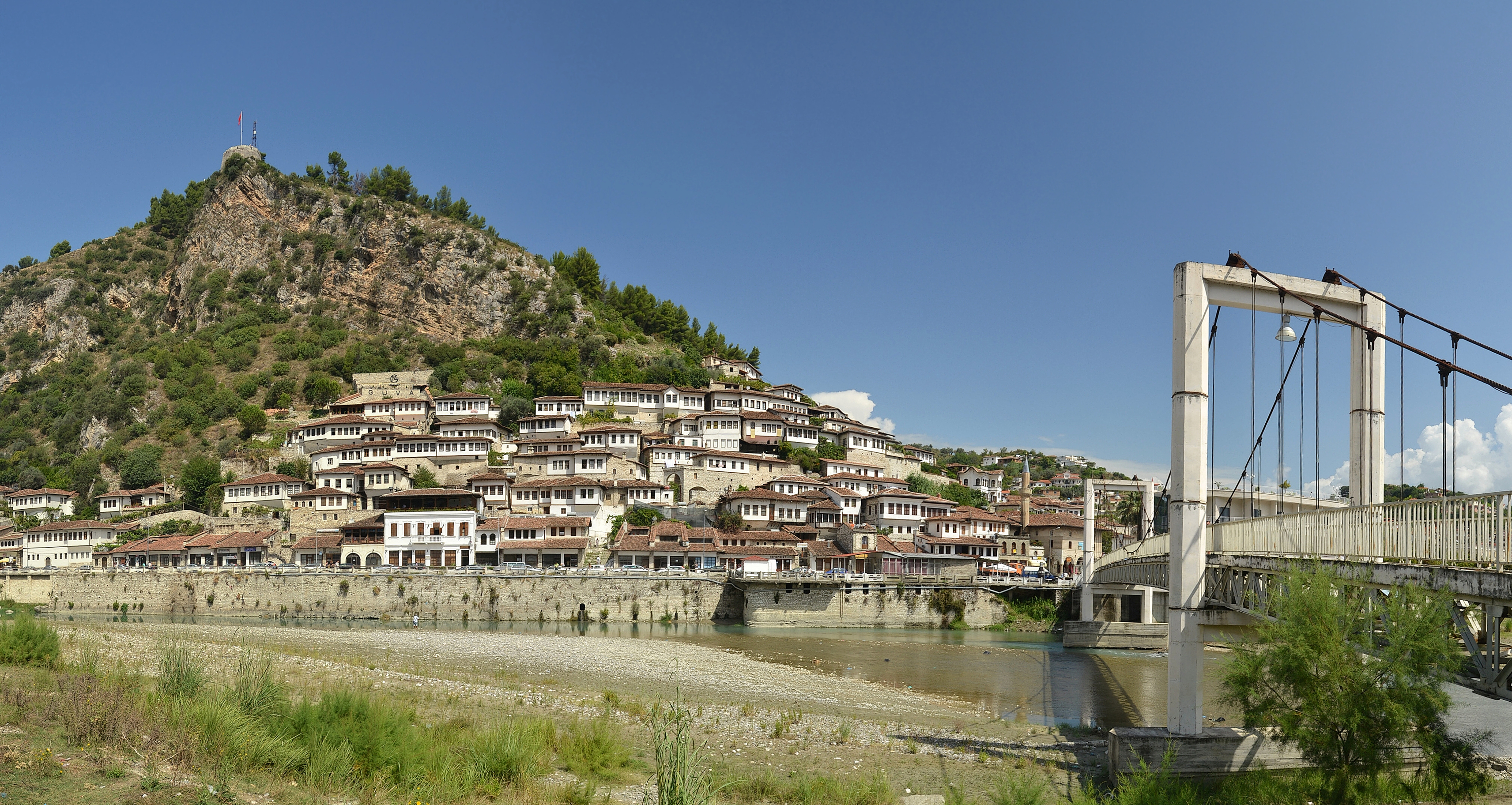
Vue des maisons
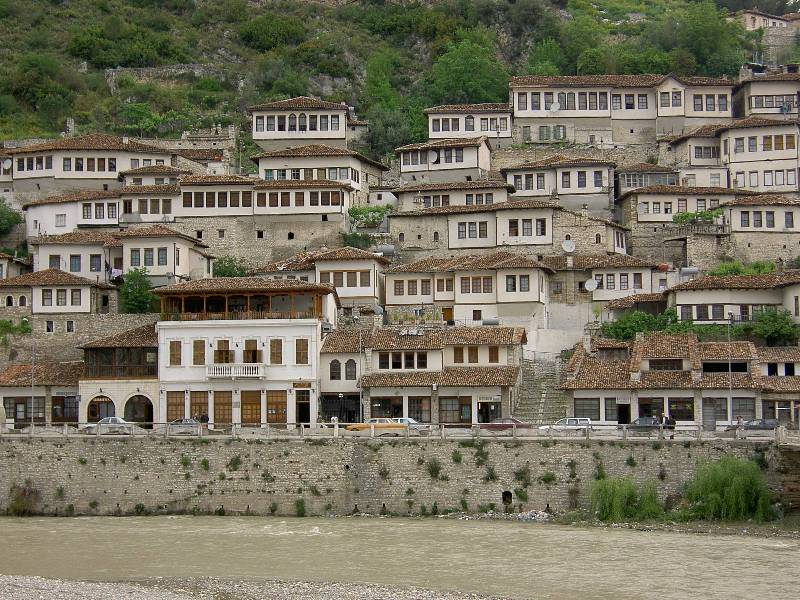
« Ville aux mille fenêtres »
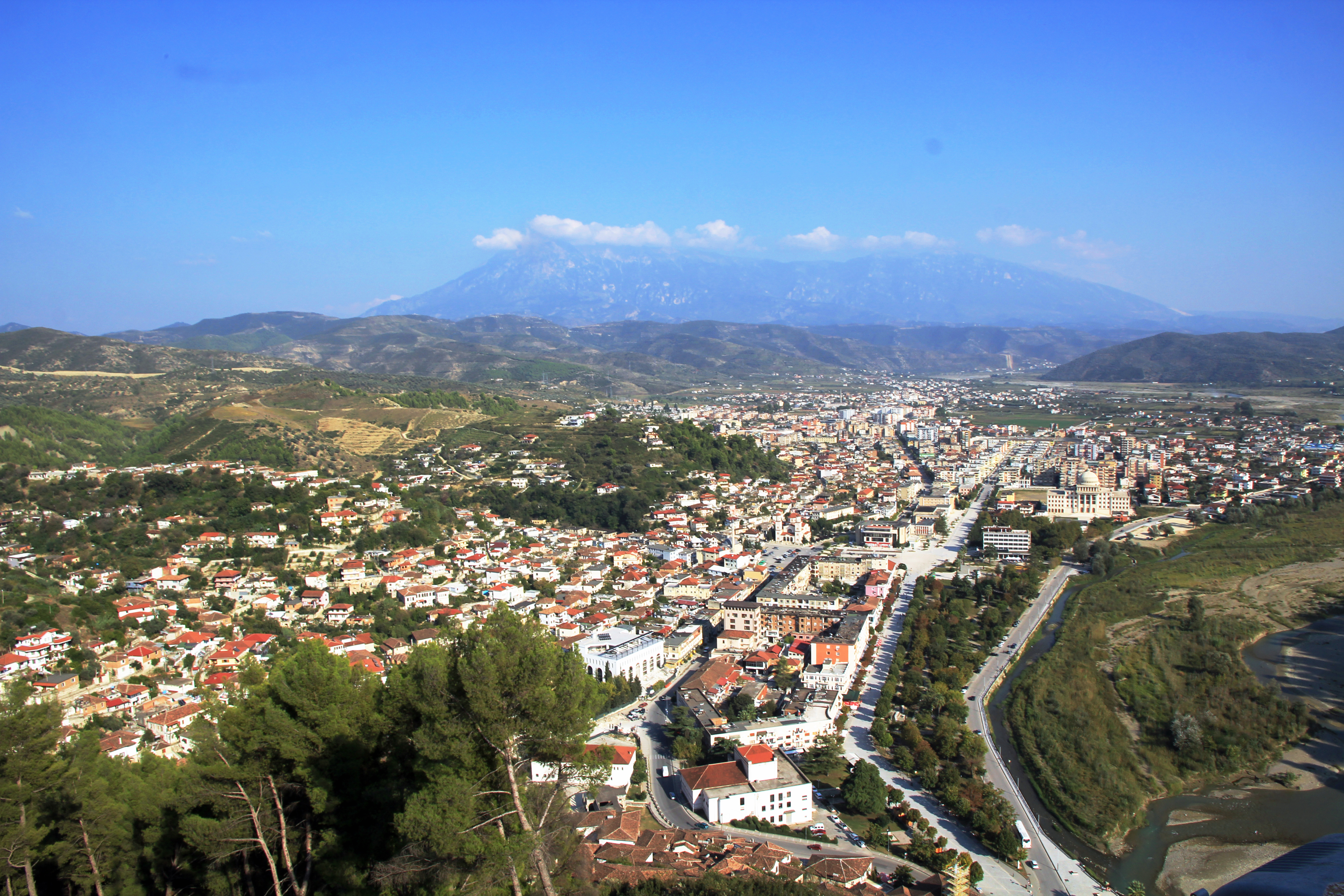
Le centre-ville vu du château
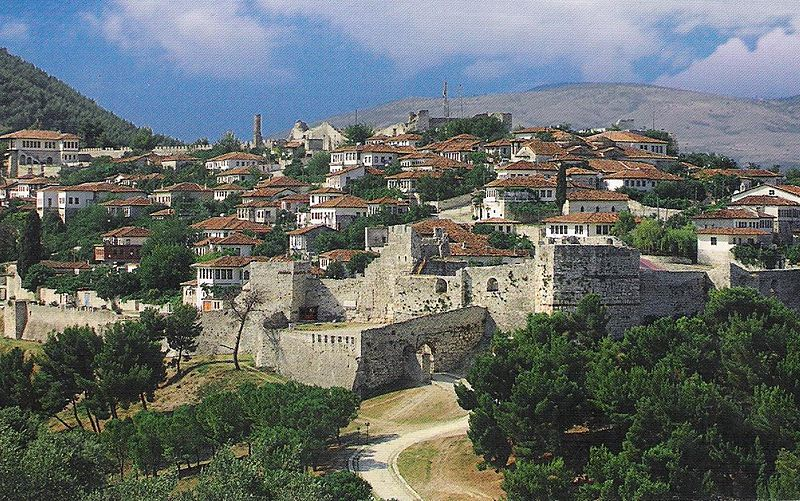
Vue de la citadelle
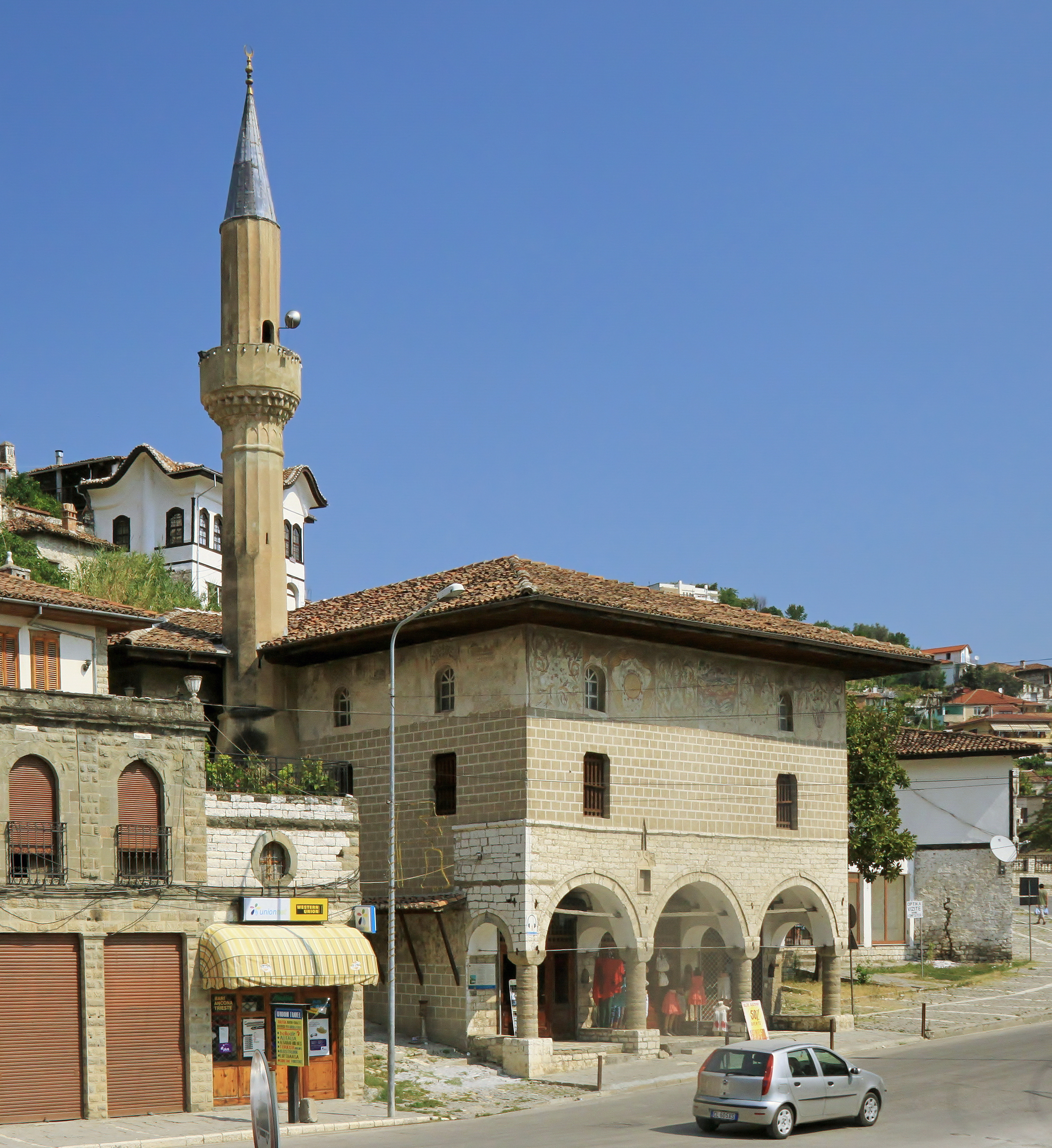
Mosquée des Chevaliers
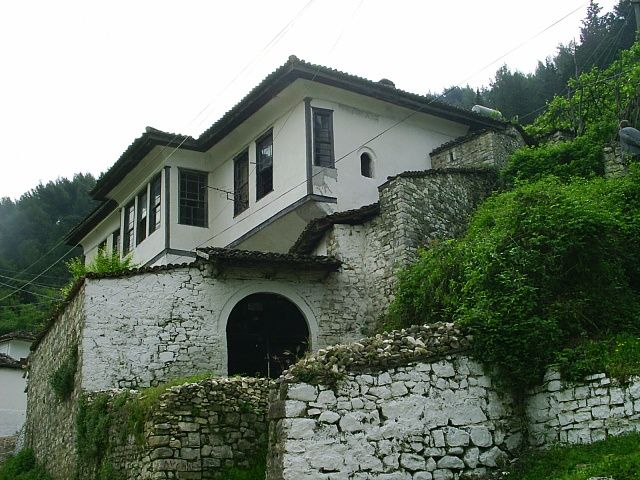
Maison sur les fortifications
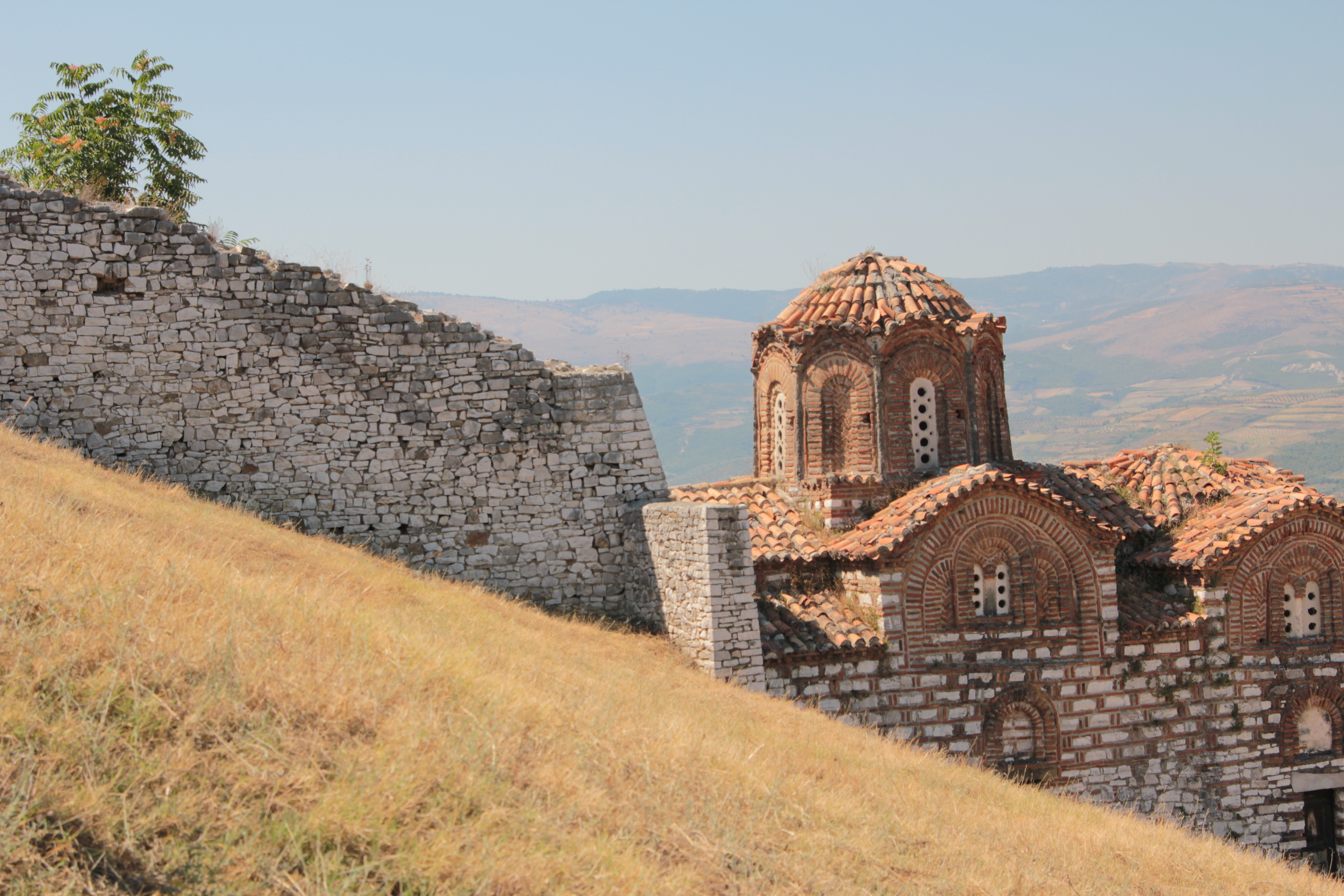
Citadelle : église de la Sainte Trinité

## Personnalités liées à la ville
- Hysen Hakani (1932-2011), réalisateur
- Onufri, peintre
- Ilias Bey Vrioni (1882-1932), homme politique
- Jusuf Vrioni (1916-2001), écrivain et diplomate
- Seldi Qalliu (né en 1987), chanteur
- Sotir Capo (1934-2012), peintre
- Margarita Tutulani (1925-1943), résistante
- Afërdita Veveçka Priftaj (1948-2017), physicienne
- Sulejman Naibi, poète du XVIIIe siècle
- Nezim Frakulla, poète du XVIIIe siècle